# Большеекатериновское муниципальное образование (Саратовская область)
Большеекатериновское муниципальное образование — сельское поселение в Аткарском районе Саратовской области Российской Федерации.
Административный центр — село Большая Екатериновка.
В 2018 году вошло в Даниловское муниципальное образование.

## История
Статус и границы сельского поселения установлены Законом Саратовской области от 27 декабря 2004 года № 99-ЗСО «О муниципальных образованиях, входящих в состав Аткарского муниципального района».

## Население
| 2010 | 2011 | 2012 | 2013 | 2014 | 2015 | 2016 |
| ---- | ---- | ---- | ---- | ---- | ---- | ---- |
| 948  | ↘945 | ↘918 | ↘886 | ↘857 | ↘831 | ↘806 |
| 2017 | 2018 |      |      |      |      |      |
| →806 | ↘794 |      |      |      |      |      |

## Состав сельского поселения
| № | Населённый пункт     | Тип населённого пункта       | Население |
| - | -------------------- | ---------------------------- | --------- |
| 1 | Большая Екатериновка | село, административный центр | ↘519      |
| 2 | Булыгино             | деревня                      | 2         |
| 3 | Сухая Палатовка      | деревня                      | 0         |
| 4 | Умет                 | село                         | ↗415      |
| 5 | Филатовка            | деревня                      | 12        |